# 监狱建筑师
《监狱建筑师》是一个由英国游戏开发商Introversion Software开发的建造與經營模擬类电子游戏。此遊戲的Alpha版於2012年9月25日正式供玩家預購，且每隔三至四周都會有一次更新。此遊戲是以群眾集資的方式集資，Introversion Software至今已售出逾337,700套Alpha版《監獄建築師》，賺取了逾1070萬美金的收入。《監獄建築師》亦於2012年參與了独立游戏节。該遊戲也加入了Steam的抢先体验計劃，于2015年10月6日正式發佈。发布之后已收到了超过24000份好评评价。
2019年1月8日，Paradox Interactive宣布从开发商处收购了《监狱建筑师》的全部知识产权。

## 遊戲內容
监狱建筑师是一個建造與經營模擬类电子游戏，玩家在遊戲中通过二维视角（在特定场景中为三维）需要建築和管理一所監獄。玩家在遊戲是以自上而下的角度觀看監獄，並需要管理監獄的多個項目，如建設監倉和設備、規劃和連接公用設施、聘用和分配工作人員，包括監獄長、看守、工人等等。玩家需要招聘員工以解鎖更多遊戲內容。玩家還需要負責監獄財務，以及維持囚犯的滿意度。因此，因玩家實際上需要擔任的角色為設計師和監獄长。玩家更可以自由設計一些較為次要的設定，如選擇在哪裡放置燈泡进行装饰等。监狱建筑师对于人物细节的刻画也较为细腻，不同时段的犯人也会有不同的行为，如同真正的监狱一样。

## 開發

### PC版
本游戏的制作人马克·莫里斯称，本游戏的灵感来自《杏林也疯狂》、《地城守卫者》和《矮人要塞》。监狱建筑师於2012年9月25日以Alpha版的形式首次供玩家預購。此遊戲在首2個星期已售出近8,000套遊戲，為Introversion Software帶來270,000美金的收入，完成群眾集資。開發者兼共同創始人馬克·莫里斯指出，群眾集資的成功允許他們在沒有時間限制和金錢限制的環境中開發Alpha版。截至2013年12月，開發者們已籌得逾900萬美金。
2018年9月4日发布的向游戏引入多人游戏模式，允许多达8位玩家合作建造和管理监狱。后来，在2018年12月发布的游戏更新中，多人模式调整为最多支持4位玩家。Paradox Interactive接手後相繼推出多部DLC。

### 移动版
2017年4月，监狱建筑师移动端在iOS荷兰区开启了公测。2017年5月25日，监狱建筑师手机版正式于iOS和Android平台发布，但仅限于平板电脑上才可游玩。之所以将游戏移植至移动端，手机版制作人Tag Games制作总监马克·威廉姆森称由于监狱建筑师的PC版十分成功，PC版发行商Introversion和瑞典游戏厂商Paradox Interactive都认为它在移动平台会很有潜力，所以Paradox于2016年接触马克·威廉姆森，邀请Tag Games为监狱建筑师制作移动版本。

## 擴充包
| 名称                 | 发布日期       |
| -------------------- | -------------- |
| Psych Warden         | 2019年11月21日 |
| Cleared for Transfer | 2020年5月14日  |
| Island Bound         | 2020年6月11日  |
| Going Green          | 2021年1月28日  |
| Second Chances       | 2021年6月16日  |
| Perfect Storm        | 2022年1月27日  |
| Gangs                | 2022年6月14日  |
| Undead               | 2022年10月11日 |
| Future Tech Pack     | 2022年11月22日 |
| Jungle Pack          | 2023年2月7日   |

## 评价
| 汇总媒体   | 得分   |
| ---------- | ------ |
| Metacritic | 83/100 |

| 媒体     | 得分   |
| -------- | ------ |
| GameSpot | 7/10   |
| IGN      | 8.3/10 |

监狱建筑师收到了Steam平台超过24000份好评评价。Metacritic给予了该游戏83分，即“一般好评”（英語：Generally favorable reviews）等级。IGN给予了该游戏8.3分，并评价道“如果你能够通过初始游戏教程，那么监狱建筑师最令人满意的建造者游戏之一”。除此之外，GameSpot给予了该游戏7分的评价，为三家平台中最低的评价。

## 荣誉
监狱建筑师曾于2012年被提名至独立游戏节，但未获得任何奖项。四年后，即2016年4月7日，监狱建筑师赢得2016年第12届英国学院游戏奖中的持久游戏类奖，同时获得了同届英国学院游戏奖英国游戏类奖的提名。
| 年份   | 颁奖典礼             | 奖项       | 结果 |
| ------ | -------------------- | ---------- | ---- |
| 2012年 | 独立游戏节           |            | 提名 |
| 2016年 | 第12届英国学院游戏奖 | 持久游戏类 | 獲獎 |
| 2016年 | 第12届英国学院游戏奖 | 英国游戏类 | 提名 |